# Хаггинс, Маргарет Линдси
Маргарет Линдси Хаггинс (англ. Margaret Lindsay Huggins, 14 августа 1848 — 24 марта 1915) — ирландско-английская учёная-астроном.

## Биография
Маргарет Линдси, урождённая Мюррей, родилась в Дублине в 1848 г. Она была дочерью адвоката Джона Мейджорибэнкса Мюррея и его первой жены Хелен Линдси. Её родители были шотландского происхождения. Дед Маргарет, Роберт Мюррей, увлекался астрономией и привил к науке интерес внучки, показывая и называя ей созвездия. Это вдохновило Маргарет заняться астрономией.
Маргарет получила домашнее образование — искусство, литературу, языки и музыку, некоторое время посещала частную школу в Брайтоне. Она обучалась астрономии по научно-популярной литературе, в частности, по книга Джона Гершеля Outlines of Astronomy. Она также увлекалась фотографией, что потом сыграет существенную роль в её жизни и карьере.
8 сентября 1875 г. она вышла замуж за астронома Уильяма Хаггинса. Несмотря на существенную разницу в возрасте (ей было 27 лет, мужу — 51), этот брак был вполне счастливым — в дальнейшем они 35 лет проработали вместе, хотя Маргарет и не указывалась соавтором мужа в опубликованных им работах. Супруги проводили свои исследовательские работы спектроскопическим исследованием неба на желатинированных фотопластинках, получая высококачественные спектры звёзд, планет и комет. Также они исследовали солнечную корону, Туманность Ориона и Т Возничего.
Королевское астрономическое общество оценило вклад Маргарет, включив её в 1903 г. в число своих членов. В 1907 г. она написала некролог Агнес Мэри Клерк.
Собрав свои работы, Хаггинсы опубликовали их отдельной книгой, проиллюстрированной Маргарет.
В 1910 г. умер Уильям Хаггинс. Маргарет планировала написать его биографию, но у неё не сложилось. В 1916 г. после долгой болезни Маргарет Хаггинс скончалась. Её кремировали, а её прах похоронили в Голдерс-Грине рядом с мужем. Надписи на мемориале в виде двух медальонов гласят: «William Huggins, astronomer 1824—1910» и «Margaret Lindsay Huggins, 1848—1915, his wife and fellow worker». В 1997 г. на стене доме по адресу 23 Longford Terrace, Monkstown Dublin, где выросла Маргарет, установлена мемориальная доска.

## Публикации
- Obituary, William Lassell, 1880[4].
- Astronomical Drawing, 1882[5].
- Obituary, Warren de la Rue, 1889[6].
- The System of the Stars, 1890[7].
- On Wolf and Rayet’s Bright-Line Stars in Cygnus, 1891[8].
- The Astrolabe, 1895[9].
- The Astrolabe. II. History, 1895[10].
- Spectroscopic notes, 1897[11].
- An Atlas of Representative Stellar Spectra from λ 4870 to λ 3300, 1899[12].
- Obituary, Agnes Mary Clerke, 1907[13]